# Chế Linh
Chế Linh (sinh ngày 3 tháng 4 năm 1942) là nam ca sĩ người Chăm nổi tiếng, đồng thời là nhạc sĩ với bút danh Tú Nhi và Lưu Trần Lê. Ông nổi danh từ thập niên 60 và được xem như là một trong bốn giọng nam nổi tiếng nhất của nhạc vàng thời kỳ đầu ("Tứ trụ nhạc vàng") với bốn phong cách khác nhau, ba người còn lại là: Duy Khánh, Nhật Trường, Hùng Cường.

## Cuộc đời
Chế Linh tên thật là Jamlen (Trà-len), tên Việt là Lưu Văn Liên, sinh ngày 3 tháng 4 năm 1942 tại Paley Hamu Tanran, gần Phan Rang (nay thuộc làng Hữu Đức, xã Phước Hữu, huyện Ninh Phước, tỉnh Ninh Thuận). Cha mất sớm khi Chế Linh mới được 4 tuổi. Sau khi học hết bậc tiểu học chương trình Pháp ở trường làng và được các linh mục Pháp trong trường hướng dẫn về căn bản nhạc lý, Chế Linh theo học tiếp bậc trung học tại trường Bồ Đề Phan Rang.
Tháng 8 năm 1959, ông quyết định vào Sài Gòn một mình Ông làm việc cho một ông chủ người Việt gốc Hoa rất tốt bụng – người này đã giúp đỡ Chế Linh đi học và trả lương rất hậu cho Chế Linh giúp việc trong nhà như nấu ăn và coi con cho ông ta.

## Sự nghiệp

Chế Linh biểu diễn trước năm 1975.

Năm 1962, đoàn văn nghệ Biệt Chính Biên Hòa tuyển ca sĩ theo đoàn đi hát trong các miệt làng xa tại Biên Hòa. Chế Linh đã theo đoàn này hát cùng với Châu Kỳ, Trúc Phương vì tiền lương rất nhiều. Hai năm sau, đoàn văn nghệ tan rã, Chế Linh chuyển sang làm tài xế chở đá tại núi Bửu Long (Biên Hòa) chung với nhạc sĩ Bằng Giang. Vừa làm việc, vừa luyện giọng và viết nhạc – tình yêu âm nhạc đã bắt đầu nảy nở trong Chế Linh. Nhạc sĩ Bằng Giang là người hiểu rõ ý định của Chế Linh nên khi nhận thấy ông đủ sức đã khuyên ông theo nghề ca hát. Nhiều bài hát nổi tiếng được ông cùng Bằng Giang sáng tác như Bài ca kỷ niệm, Đêm buồn tỉnh lẻ, Đoạn tái bút,... Khoảng một năm sau, Châu Kỳ và Trúc Phương tìm ra chỗ ở của Chế Linh và khuyên ông trở về Sài Gòn. Hai nhạc sĩ quyết định sáng tác cho riêng Chế Linh những nhạc phẩm về lính, không nhắm đặc biệt vào một binh chủng nào và lời ca dễ hiểu.
Năm 1964, Chế Linh hợp tác với hãng dĩa Continental cho ra đời đĩa than đầu tay Vùng biển trời và màu áo em và sau đó ký hợp đồng với hãng Dĩa Hát Việt Nam.
Mặc dù ca sĩ nữ song ca đầu tiên với ông là Thanh Tâm, nhưng Thanh Tuyền mới là người song ca ăn ý nhất. Khoảng 1967–1968, nhạc sĩ Nguyễn Văn Đông vì muốn có sự thay đổi và nhất là tránh cho thính giả nhàm chán với những nhạc phẩm đơn ca nên ông đã đưa ra sáng kiến là để Thanh Tuyền song ca với Chế Linh. Đĩa hát đầu tiên trong đó có nhạc phẩm Hái hoa rừng cho em của Trương Hoàng Xuân được tung ra thị trường và trở nên ăn khách một cách không ngờ. Những hãng đĩa khác sau đó đã tiếp tục khai thác cặp đôi song ca này.
Năm 1972, Chế Linh đoạt giải Kim Khánh – Huy chương vàng đệ nhất hạng nam ca, do nhật báo Trắng Đen tổ chức. Vì mùa hè đỏ lửa 1972, Chế Linh bị Chính phủ Việt Nam Cộng hòa cấm hát vì lời hát không phù hợp.
Sau sự kiện 30 tháng 4 năm 1975, ông bị chính quyền Cộng hòa Xã hội chủ nghĩa Việt Nam bắt tại ga Sông Mao, Hải Ninh, Bắc Bình vì tội "phản động". Sau 28 tháng biệt giam, ông vượt biên thành công sang Malaysia, sau đó định cư tại Toronto, Canada. Tại đây, ông mở vài cơ sở kinh doanh và trình diễn nhiều nơi có người Việt cư ngụ.
Năm 2007, lần đầu tiên ông theo một đoàn văn hóa của UNESCO về thăm lại và biểu diễn tại Việt Nam.
Năm 2011, ông tổ chức liveshow 30 năm tái ngộ tại Hà Nội. Trong những năm sau đó, ông nhiều lần trở lại Việt Nam để du lịch và biểu diễn.

## Gia đình
Năm 21 tuổi, Chế Linh lấy người vợ đầu tiên và có 5 đứa con sau 4 năm chung sống.
Khi đứa con thứ 5 vừa biết đi chập chững thì Chế Linh ly dị người vợ đầu để cưới người vợ thứ hai là em gái của vợ trước. Chế Linh sống với người vợ thứ hai này được 4 năm và sinh tiếp 4 đứa con.
Năm 1972, Chế Linh cưới người vợ thứ ba là Thúy Hằng mới 17 tuổi. Ông có thêm 2 người con với người vợ này. Năm 20 tuổi, bà Thúy Hằng tự sát.
Cuối năm 1975, Chế Linh tổ chức đám cưới với bà Vương Nga và có thêm 3 đứa con.

## Sáng tác
Về bút danh Tú Nhi khi sáng tác nhạc, Chế Linh cho biết có nghĩa là đứa trẻ khôi ngô, tuấn tú vì "Tôi thích cái tên đó. Khi tôi còn nhỏ xíu, người ở trong làng thường bảo thằng bé này dễ thương". Còn bút danh Lưu Trần Lê, ông giải thích "Bút danh này ghép từ họ của tôi với họ của người vợ thứ nhất và người vợ thứ nhì".
Những bài có dấu * ký bút hiệu Lưu Trần Lê.
| Năm  | Tên                             | Tên khác                 | Đồng sáng tác    |
| ---- | ------------------------------- | ------------------------ | ---------------- |
| 1962 | Đêm buồn tỉnh lẻ                |                          | Bằng Giang       |
| 1962 | Bài ca kỷ niệm                  |                          | Bằng Giang       |
| 1963 | Đếm bước cô đơn                 |                          | Bằng Giang       |
| 1966 | Thương hận                      |                          | Hồ Đình Phương   |
| 1966 | Lời thương chưa ngỏ             |                          |                  |
| 1967 | Ngày đó xa rồi                  |                          |                  |
| 1967 | Xin làm người xa lạ             |                          |                  |
| 1968 | Nỗi buồn sa mạc                 |                          | Tuấn Lê          |
| 1968 | Lời kẻ đăng trình               |                          |                  |
| 1968 | Trong tầm mắt đời*              |                          |                  |
| 1968 | Đoạn cuối tình yêu              |                          |                  |
| 1969 | Bọn mình năm đứa                | Tâm sự người thương binh |                  |
| 1969 | Đoạn buồn đêm mưa               |                          |                  |
| 1969 | Tình khúc đoạn trường           | Xa thật rồi              |                  |
| 1969 | Mai lỡ mình xa nhau*            |                          |                  |
| 1969 | Nếu chúng mình cách trở*        | Mai lỡ mình xa nhau 2    |                  |
| 1969 | Tình yêu cách biệt*             |                          |                  |
| 1969 | Khu phố ngày xưa                |                          |                  |
| 1970 | Chuyện mưa mây                  |                          | Anh Việt Thanh   |
| 1970 | Khung trời kỷ niệm              |                          | Hoàng Thanh Việt |
| 1970 | Lời ca từ lòng đất              |                          | Đan Hùng         |
| 1970 | Đoạn buồn cho tôi               |                          |                  |
| 1970 | Đoạn tái bút                    |                          | Bằng Giang       |
| 1970 | Nụ cười chua cay                | Một lần hiện diện        | Song An          |
| 1972 | Hát cho người tình phụ 1 & 2    | Lời cho người tình phụ   |                  |
| 1972 | Mưa bên song cửa                |                          |                  |
| 1972 | Mưa buồn tỉnh lẻ                |                          | Bằng Giang       |
| 1973 | Người về trong chiêm bao        | Em về trong chiêm bao    |                  |
| 1974 | Tình khúc đoạn trường 2         |                          |                  |
| 1974 | Xin yêu tôi bằng tình người     |                          |                  |
| 1974 | Xin vẫy tay chào                |                          |                  |
| 1976 | Tâm tư kẻ tù                    |                          |                  |
| 1976 | Sao đổi ngôi                    |                          |                  |
| 1980 | Lời lữ khách                    |                          |                  |
| 1980 | Xuân quê hương xuân lạc xứ      |                          |                  |
| 1980 | Như giọt sương mai              |                          |                  |
| 1980 | Ngày đó quê hương tôi           |                          |                  |
| 1980 | Tôi đã hát, sẽ hát, ta phải hát |                          |                  |
| 1980 | Vùng trời đó tôi thương         |                          |                  |
| 1984 | Đêm trên đường phố lạ           |                          |                  |
| 1995 | Em trên đời ngẩn ngơ            |                          |                  |
| 1996 | Hết rồi                         |                          | Anh Hoàng        |
| 1997 | Mù                              |                          |                  |
| 1998 | Cứ tưởng còn trong tay          |                          |                  |
| 2000 | Một trời thương nhớ             |                          |                  |
| 2002 | Một góc phố buồn                |                          |                  |
| 2002 | Thành phố buồn hơn              | Cho anh và em            |                  |
| 2002 | Nỗi buồn của tôi                |                          |                  |
| 2002 | Bài ca không tựa                |                          |                  |
| 2005 | Ly rượu đắng cay                |                          | Kim Vũ           |
| 2007 | Làng Chăm quê em                |                          | Đàng Năng Quạ    |
| 2021 | Lời ca ru em                    |                          |                  |
| ?    | Lệ tình                         |                          |                  |
| ?    | Làm sao quên                    |                          | Bằng Giang       |
| ?    | Sầu thương chưa dứt             |                          | Bằng Giang       |
| ?    | Chuyện hai quê                  |                          |                  |
| ?    | Ngày đo trên quê hương tôi      |                          |                  |
| ?    | Mùa đông Canada                 |                          |                  |

## Album nhạc
Không tính các đĩa 45 vòng.
Trước 1975
- 7-1973: Chế Linh và Tình bơ vơ (Dĩa Hát Việt Nam phát hành)
- 1973: Chế Linh 1 - Tiếng hát Chế Linh (Khai Sáng phát hành)
- 4-1974: Chế Linh 2 - Tình khúc đoạn trường (Khai Sáng phát hành)
- 21-9-1974: Chế Linh đặc biệt - Mùa thu lá bay (Khai Sáng phát hành)
- 3-1975: Chế Linh 4 - Xin yêu tôi bằng tình người (Khai Sáng phát hành)

Làng Văn
- 1985: Làng Văn 8: Dạ vũ nồng nàn với nhiều ca sĩ
- 1985: Làng Văn 9: Thói đời (Làng Văn CD33) [6]
- 1985: Làng Văn 11: Đêm buồn tỉnh lẻ 2 (Làng Văn CD117) với Hương Lan [7]
- 1985: Làng Văn 12: Đoạn tuyệt (Làng Văn CD118) với Thanh Tuyền
- 1986: Làng Văn 17: Thương hoài ngàn năm với Giáng Thu, Nhật Linh
- 1986: Làng Văn 20: Áo người trinh nữ (Làng Văn CD98) với Hương Lan [8]
- 1987: Làng Văn 23: Áo em chưa mặc một lần (Làng Văn CD116) với Giao Linh [9]
- 1987: Làng Văn 24: Tình vỗ cánh bay (Làng Văn CD136: Lời lữ khách) tái bản Thúy Nga: Paris, Tình vỗ cánh bay [10]
- 1987: Làng Văn 27: Lính nghĩ gì? (Làng Văn CD134: Ngày ấy mình yêu nhau), với Hương Lan, Giao Linh, Giáng Thu
- 1987: Làng Văn 37: Trao nhau nhẫn cưới với Thanh Phong, Hương Lan, Phượng Mai
- 1987: Làng Văn 48: Nói với người tình (Làng Văn CD119) với Thanh Tuyền [11]
- 1988: Làng Văn 61: Chuyện tình mimosa với Thiên Trang
- 1988: Làng Văn 63: Tình yêu cách trở (Làng Văn CD135) với Tuấn Vũ, Hương Lan [12]
- 1988: Làng Văn 66: Thành phố buồn (Làng Văn CD101) với Tuấn Vũ [13]
- 1989: Làng Văn 83: 2 đứa giận nhau với Phượng Mai
- 1989: Làng Văn 89: Biệt kinh kỳ (Làng Văn CD54) với Duy Khánh, Tuấn Vũ [14]
- 1989: Làng Văn 103: Người nhập cuộc (Làng Văn CD83) [15]
- 1989: Làng Văn 107: Vùng trước mặt (Làng Văn CD52) với Tuấn Vũ [16]
- 1989: Làng Văn 108: Áo cưới màu hoa cà (Làng Văn CD51) với Thanh Tuyền [17]
- 1990: Làng Văn CD55: Bolsa chiều hai lối [18]
- 1990: Làng Văn CD86: Hoa sứ nhà nàng [19]
- 1990: Làng Văn 120: Thư tình em gái (Làng Văn CD166) với Hương Lan, Giáng Thu [20]
- 1990: Làng Văn 125: Những vùng đất mang tên anh (Làng Văn CD91) với Duy Khánh
- 1990: Làng Văn 126: Đêm hoang (Làng Văn CD130 [21]) [22]
- 1990: Mimosa 1: Cô lái đò Bến Hạ (Mimosa CD12) với Thiên Trang, Sơn Tuyền
- 1990: Mimosa 2: Gió chuyển mùa thương (Làng Văn CD151: Ngày xưa em nói) với Thanh Tuyền, Hương Lan, Duy Khánh [23]
- 1991: Làng Văn 135: Ngày mai tôi về (Làng Văn CD90)
- 1991: Làng Văn CD95: Nhớ người yêu [24]
- 1991: Làng Văn 139: Tình ca trên lúa (Làng Văn CD104) với Sơn Tuyền [25]
- 1991: Làng Văn 142: Nhà anh nhà em (Làng Văn CD128) với Hương Lan [26]
- 1992: Làng Văn 145: Tiếng Hát Chế Linh & Phương Dung (Làng Văn CD140 [27]) với Phương Dung [28]
- 1992: Làng Văn 148: Nối lại tình xưa (Làng Văn CD125) với Thái Châu, Hương Lan [29]
- 1992: Làng Văn 149: Nhạc yêu cầu (Làng Văn CD120)
- 1992: Làng Văn 153: Xuân tha hương xuân lạc xứ (Làng Văn CD122) [30]
- 1993: Làng Văn 154: Nhạc yêu cầu 2 (Làng Văn CD132)
- 1993: Làng Văn 163: The best of Chế Linh 1: Hoa trinh nữ (Làng Văn CD146)
- 1993: Làng Văn 164: The best of Chế Linh 2: Đôi mắt người xưa (Làng Văn CD147)
- 1994: Làng Văn 173: Đêm trên vùng đất lạ (Làng Văn CD156) (Nhạc yêu cầu 3)
- 1994: Làng Văn 174: Đối diện với Phương Lam
- 1995: Làng Văn 189: Nguyện ước đầu xuân với Hương Lan, Quang Bình, Trang Thanh Lan
- 1995: Làng Văn 190: Sân khấu và cuộc đời (Nhạc yêu cầu 4)
- 1995: Làng Văn 194: Giận hờn với Hương Lan
- 1995: Làng Văn 195: Hát cho những bà mẹ Việt Nam
- 1995: Làng Văn 203: Sao em nỡ vội lấy chồng với Thanh Tuyền
- 1996: Làng Văn 208: Tình yêu trong mắt một người nhạc Trúc Phương
- 1996: Làng Văn 222: Em bên đời ngẩn ngơ
- 1999: Làng Văn 257: Giọng ca dĩ vãng 2
- 2000: Làng Văn 283: Nỗi buồn thế kỷ
- 2000: Làng Văn 317: Túy ca (4 CD)
- 2001: Làng Văn 340: Lính nghĩ gì (4 CD)
- 2001: Làng Văn 352: Hát cho người tình phụ (4 CD)

Một số album khác
- 1989: Asia Tape 45: Sầu Tím Thiệp Hồng với Thiên Trang, Lưu Hồng, Tuấn Vũ
- 1990: Tình Ca 20 số 2: Phượng hồng phượng tím với Duy Khánh, Thiên Trang, Như Mai, Phương Dung
- 2002: Asia CD166: Mai lỡ hai mình xa nhau với Thanh Tuyền
- 1982: Bốn Phương 5: Hát cho quê hương và thân phận lưu đày
- 1983: Chế Linh Hải Ngoại 1 (Thanh Lan CD59 - Hòn Vọng Phu)
- 1983: Chế Linh Hải Ngoại 2: Thơ Nhạc Cho Quê Hương
- 2000: Chế Linh: Traditional music and songs of Champa (bảo trợ bởi Bộ Văn hóa Malaysia)
- 1989: Giáng Ngọc 74: Tim Quên với Tuấn Vũ, Giao Linh, Thiên Trang, Diễm Hương
- 1989: Giáng Ngọc 77: Huế mù sương với Thanh Tuyền, Hương Lan
- 1992: Giáng Ngọc 150: Ngày em còn bên tôi với Thanh Tuyền
- 1986: Kim Ngân 2: Đường xưa em đi (Thúy Anh CD7) với Thanh Tuyền
- 1991: Mai Khanh 9: Sắc hoa màu nhớ với Phương Dung
- 1988: NĐBD đặc biệt: Hát cho người tình phụ [31]
- 1992: Tình Ca Hải Ngoại 5: Hát cho người tình phụ 2
- 1994: Tình Ca Hải Ngoại 23: Hát cho người tình phụ 3
- 1997: NĐBD Gold 25: Lối về đất mẹ với Hương Lan
- 1992: Phượng Hoàng 36: Mai lỡ hai mình xa nhau [32]
- 1993: Phượng Hoàng 43: Cuối đường kỷ niệm với Duy Khánh, Thanh Tuyền, Giao Linh
- 1995: Phượng Hoàng 64: Tạ từ trong đêm với Phi Nhung
- 1996: Phượng Hoàng 69: Chiều mưa biên giới với Thanh Tuyền
- 1995: Shotguns: Sau lần hẹn cuối (Tình 21: Để tóc nàng ngủ yên) với Thanh Tuyền
- 199?: Tektronic: Đã đành ở quê người với Thái Châu,Trần Quang Lộc, Hoài Nam
- 1986: Thanh Lan 91: Sao anh nỡ đành quên (Thanh Lan CD27) với Thanh Tuyền, Hương Lan
- 1988: Thanh Lan 120: Nụ cười chua cay (Mai Khanh CD19) với Thanh Tuyền, Hương Lan
- 1988: Thanh Lan 123: Ngày đó xa rồi (Thanh Lan CD7) với Thanh Tuyền [33]
- 1987: Thúy Anh 12: Dạ vũ cho người tình (Thúy Anh CD059: Đêm tiền đồn) với Hùng Cường, Băng Châu, Hương Lan
- 1989: Thúy Anh 29: Khu phố ngày xưa (Thúy Anh CD57) với Giao Linh, Băng Châu
- 1992: Thúy Anh 74: Thương hận
- 1997: Thúy Anh 97: Đoạn cuối tình yêu với Phi Nhung
- 1985: Thúy Nga: Paris, Tình vỗ cánh bay với Giáng Thu
- 1991: Thúy Nga CD22: Chuyến xe 3 người với Thanh Tuyền, Phượng Mai
- 1991: Thúy Nga 37: Người xa người (Thúy Nga CD23) với Hương Lan
- 1997: Tình 25: Em đi mùa cưới với Hương Lan
- 2003: Vân Sơn CD130: Mưa bay trong đời với Trường Vũ
- 2004: Vân Sơn CD138: Cứ tưởng còn trong tay với Tuấn Ngọc
- 2007: Vân Sơn CD166: The best of Chế Linh - Thanh Tuyền
- 2002: VIP CD1 - Thành phố buồn 2 - TK Tú Nhi

## Trình diễn trên sân khấu

### Trung tâm Thúy Nga
| STT | Tiết mục                                                                                          | Thể hiện với | Chương trình       | Năm  |
| --- | ------------------------------------------------------------------------------------------------- | ------------ | ------------------ | ---- |
| 1   | Mười Năm Tình Cũ (Trần Quảng Nam)                                                                 | Solo         | Paris By Night 13  | 1991 |
| 2   | Con Đường Xưa Em Đi (Châu Kỳ, Hồ Đình Phương)                                                     | Hương Lan    | Paris By Night 14  | 1991 |
| 3   | Ngày Vui Qua Mau (Nhật Ngân, Đinh Việt Lang)                                                      | Solo         | Paris By Night 15  | 1991 |
| 4   | Bài Hát Cho Người Kỹ Nữ (Nhật Ngân, Duy Trung)                                                    | Solo         | Paris By Night 20  | 1993 |
| 5   | LK Thành Phố Buồn, Buồn Không Em (Lam Phương)                                                     | Solo         | Paris By Night 22  | 1993 |
| 6   | Túy Ca (Châu Kỳ, Trương Minh Dũng)                                                                | Solo         | Paris By Night 78  | 2005 |
| 7   | LK Trong Tầm Mắt Đời, Thương Hận (Tú Nhi)                                                         | Trường Vũ    | Paris By Night 79  | 2005 |
| 8   | LK Cảm Ơn, Mùa Xuân Của Mẹ (Trịnh Lâm Ngân)                                                       | Hương Lan    | Paris By Night 85  | 2007 |
| 9   | LK Thành Phố Buồn, Tình Như Mây Khói (Lam Phương)                                                 | Mai Quốc Huy | Paris By Night 88  | 2007 |
| 10  | LK Một Cõi Đi Về (Trịnh Công Sơn), Thành Phố Buồn (Lam Phương), Như Cánh Vạc Bay (Trịnh Công Sơn) | Khánh Ly     | Paris By Night 96  | 2009 |
| 11  | Có Thế Thôi (Thông Đạt, Tiến Tài)                                                                 | Solo         | Paris By Night 119 | 2016 |
| 12  | Thuở Ấy Có Em (Huỳnh Anh)                                                                         | Solo         | Paris By Night 120 | 2016 |
| 13  | Tình Đời (Minh Kỳ, Vũ Chương)                                                                     | Như Quỳnh    | Paris By Night 121 | 2017 |
| 14  | Nối Lại Tình Xưa (Ngân Giang, Vinh Sử)                                                            | Hương Lan    | Paris By Night 123 | 2017 |
| 15  | LK Tình Lỡ (Thanh Bình), Tôi Đưa Em Sang Sông (Nhật Ngân, Y Vũ)                                   | Thanh Tuyền  | Paris By Night 128 | 2019 |
| 16  | Tiếng Ca Đó Về Đâu (Châu Kỳ, Nguyễn Tiến Thịnh)                                                   | solo         | Paris By Night 129 | 2019 |
| 17  | LK Đoạn Buồn Cho Tôi, Xin Làm Người Xa Lạ (Tú Nhi)                                                | solo         | Paris By Night 137 | 2024 |

| STT | Tiết mục                                                       | Thể hiện với                                                                            | Chương trình                      | Năm  |
| --- | -------------------------------------------------------------- | --------------------------------------------------------------------------------------- | --------------------------------- | ---- |
| 1   | Xuân Này Con Không Về (Trịnh Lâm Ngân)                         | solo                                                                                    | Gió Mùa Xuân Tới                  | 2018 |
| 2   | Ai Cho Tôi Tình Yêu (Trúc Phương)                              | solo                                                                                    | Gió Mùa Xuân Tới                  | 2018 |
| 3   | Xót xa (Tô Thanh Tùng)                                         | Mai Quốc Huy                                                                            | Paris By Night Divos              | 2018 |
| 4   | Đưa em vào hạ (Trầm Tử Thiêng)                                 | Solo                                                                                    | Paris By Night Divos              | 2018 |
| 5   | Tình Bơ Vơ (Lam Phương)                                        | Thanh Tuyền, Nguyễn Ngọc Ngạn                                                           | Thanh Tuyền - Một Đời Cho Âm Nhạc | 2020 |
| 6   | Chuyện Chúng Mình (Trúc Phương)                                | Solo                                                                                    | Thanh Tuyền - Một Đời Cho Âm Nhạc | 2020 |
| 7   | LK Chiều Mưa Biên Giới & Hải Ngoại Thương Ca (Nguyễn Văn Đông) | Thanh Tuyền, Anh Khoa, Phương Hồng Quế, Sơn Tuyền, Ngọc Huyền, Như Quỳnh, Mai Thiên Vân | Thanh Tuyền - Một Đời Cho Âm Nhạc | 2020 |
| 8   | Bông Hồng Cài Áo (Phạm Thế Mỹ, Thích Nhất Hạnh)                | solo                                                                                    | Con Thương Nhớ Mẹ                 | 2022 |
| 9   | Mai Lỡ Mình Xa Nhau (Lưu Trần Lê)                              | Hương Lan                                                                               | Con Thương Nhớ Mẹ                 | 2022 |

### Trung tâm Asia
| STT | Tiết mục                                                                          | Thể hiện với           | Chương trình | Năm  |
| --- | --------------------------------------------------------------------------------- | ---------------------- | ------------ | ---- |
| 1   | Nó (Anh Bằng - Hoàng Minh)                                                        | Solo                   | ASIA 8       | 1995 |
| 2   | Chuyến đi về sáng (Mạnh Phát)                                                     | Thanh Tuyền            | ASIA 21      | 1998 |
| 3   | Con đường mang tên em (Trúc Phương)                                               | Thanh Tuyền            | ASIA 24      | 1999 |
| 4   | Phút cuối (Lam Phương)                                                            | Thanh Tuyền            | ASIA 26      | 1999 |
| 5   | LK Mai lỡ hai mình xa nhau (Tú Nhi) - Đừng nói xa nhau (Châu Kỳ - Hồ Đình Phương) | Thanh Tuyền            | ASIA 27      | 1999 |
| 6   | Xin yêu tôi bằng cả tình người (Tú Nhi)                                           | Solo                   | ASIA 28      | 2000 |
| 7   | Bài hương ca vô tận (Trầm Tử Thiêng)                                              | Thanh Tuyền            | ASIA 29      | 2000 |
| 8   | Ngày xưa anh nói (Thúc Đăng - Thanh Tuyền)                                        | Thanh Tuyền            | ASIA 34      | 2000 |
| 9   | Trên bốn vùng chiến thuật (Trúc Phương)                                           | Solo                   | ASIA 36      | 2002 |
| 10  | Thương hận (Tú Nhi – Hồ Đình Phương)                                              | Solo                   | ASIA 37      | 2002 |
| 11  | LK Lối về đất mẹ – Trường cũ tình xưa – Xin anh giữ trọn tình quê (Duy Khánh)     | Phương Hồng Quế        | ASIA 40      | 2003 |
| 12  | Hái hoa rừng cho em (Trương Hoàng Xuân)                                           | Thiên Trang            | ASIA 41      | 2003 |
| 13  | Rừng lá thấp (Trần Thiện Thanh)                                                   | Solo                   | ASIA 50      | 2006 |
| 14  | LK Đêm nguyện cầu – Nó – Ông già (Lê Minh Bằng)                                   | Trung Chỉnh, Thanh Lan | ASIA 52      | 2006 |
| 15  | LK Tình chết theo mùa đông (Lam Phương) – Nhớ một chiều xuân (Nguyễn Văn Đông)    | Thanh Tuyền            | ASIA 53      | 2006 |
| 16  | Thói đời (Trúc Phương)                                                            | Đan Nguyên             | ASIA 55      | 2007 |
| 17  | Đôi ngã đôi ta (Trần Thiện Thanh)                                                 | Phương Dung            | ASIA 61      | 2009 |

### Trung tâm Vân Sơn
| STT | Tiết mục                                         | Song ca | Chương trình | Năm  |
| --- | ------------------------------------------------ | --- | ------------ | ---- |
| 1   | LK Thành phố buồn                                | Trường Vũ | Vân Sơn 21   | 2002 |
| 2   | Vùng trời xanh kỷ niệm (Thục Chương)             | solo | Vân Sơn 26   | 2004 |
| 3   | LK Nhớ người yêu                                 | Tuấn Ngọc | Vân Sơn 26   | 2004 |
| 4   | Cứ tưởng còn trong tay (Tú Nhi)                  | solo | Vân Sơn 28   | 2004 |
| 5   | Chuyện tình không suy tư (Tâm Anh)               | solo | Vân Sơn 29   | 2005 |
| 6   | Hết rồi (Tú Nhi & Anh Hoàng)                     | solo | Vân Sơn 30   | 2005 |
| 7   | LK Trộm nhìn nhau                                | Thanh Tuyền | Vân Sơn 31   | 2005 |
| 8   | Bóng mát (Phạm Thế Mỹ)                           | solo | Vân Sơn 32   | 2005 |
| 9   | Đêm trên vùng đất lạ (Trúc Phương)               | solo | Vân Sơn 35   | 2006 |
| 10  | Xin yêu tôi bằng cả tình người (Tú Nhi)          | solo | Vân Sơn 36   | 2007 |
| 11  | LK Tình người kỹ nữ                              | Chế Phong, Trường Vũ | Vân Sơn 36   | 2007 |
| 12  | Làng Chăm quê em (LV: Chế Linh)                  | solo | Vân Sơn 37   | 2007 |
| 13  | Hoa vẫn nở trên đường quê hương (Phạm Thế Mỹ)    | solo | Vân Sơn 39   | 2008 |
| 14  | LK Mẹ và quê hương                               | Nguyễn Hồng Nhung, Andy Quách, Diễm Liên, Thanh Tuyền, Hạ Vy, Phi Nhung, Linda Chou, Nhã Thanh, Trường Vũ, Ngọc Hạ, Vpop | Vân Sơn 39   | 2008 |
| 15  | Quê hương bỏ lại (Tô Huyền Văn)                  | solo | Vân Sơn 41   | 2008 |
| 16  | LK Chuyện chúng mình                             | Chế Phong, Trường Vũ | Vân Sơn 41   | 2008 |
| 17  | Đưa em về quê hương (Phạm Thế Mỹ)                | solo | Vân Sơn 42   | 2009 |
| 18  | Bến giang đầu (Lê Trọng Nguyễn)                  | solo | Vân Sơn 43   | 2009 |
| 19  | Tôi vẫn nhớ (Ngân Giang)                         | solo | Vân Sơn 44   | 2010 |
| 20  | Chuyện tình Ngưu Lang – Chức Nữ (Mạc Phong Linh) | solo | Vân Sơn 45   | 2010 |
| 21  | Thương hận (Tú Nhi)                              | solo | Vân Sơn 46   | 2011 |
| 22  | LK Xin anh giữ trọn tình quê (Duy Khánh)         | Giang Tử, Trường Vũ | Vân Sơn 46   | 2011 |
| 23  | Thành phố buồn (Lam Phương)                      | solo | Vân Sơn 47   | 2011 |
| 24  | Nỗi buồn sa mạc (Tú Nhi - Tuấn Lê)               | Giang Tử | Vân Sơn 47   | 2011 |
| 25  | Xin làm người xa lạ (Tú Nhi)                     | solo | Vân Sơn 48   | 2012 |
| 26  | Lời cho người tình phụ (Tú Nhi)                  | solo | Vân Sơn 49   | 2013 |
| 27  | Ngày vui qua mau (Nhật Ngân – Đinh Việt Lang)    | solo | Vân Sơn 51   | 2015 |

### Trung tâm Mây
| STT | Tiết mục                            | Thể hiện với                  | Chương trình       | Năm  |
| --- | ----------------------------------- | ----------------------------- | ------------------ | ---- |
| 1   | Giọt lệ sầu (Lam Phương)            | Solo                          | Hollywood Night 1  | 1992 |
| 2   | Mai lỡ hai mình xa nhau (Tú Nhi)    | Solo                          | Hollywood Night 2  | 1992 |
| 3   | Hoang vu (Ngọc Sơn)                 | Solo                          | Hollywood Night 11 | 1994 |
| 4   | Mùa xuân của mẹ (Trịnh Lâm Ngân)    | Solo                          | Hollywood Night 12 | 1995 |
| 5   | Đoạn cuối tình yêu (Tú Nhi)         | Thanh Tuyền                   | Hollywood Night 12 | 1995 |
| 6   | Mười năm yêu em (Trầm Tử Thiêng)    | solo                          | Hollywood Night 13 | 1996 |
| 7   | Nhớ về một mùa xuân (Trần Trịnh)    | solo                          | Hollywood Night 15 | 1997 |
| 8   | Xuân tha hương xuân lạc xứ (Tú Nhi) | solo                          | Hollywood Night 18 | 1999 |
| 9   | LK Những nẻo đường Việt Nam         | Ý Lan, Thiên Trang, Giao Linh | Hollywood Night 19 | 1999 |